# Burgeroorlog tussen Pompeius en Caesar
De Burgeroorlog tussen Pompeius en Caesar was een van de laatste politiek-militaire conflicten in de Romeinse Republiek vóór de stichting van het Romeinse Keizerrijk. Het begon als een reeks van politieke en militaire confrontaties, tussen Julius Caesar, zijn politieke volgelingen (de populares), en zijn legioenen, tegen de optimates, de politiek conservatieve, en maatschappelijk gezien de traditionalistische factie van de Romeinse Senaat, die gesteund werden door Pompeius en zijn legioenen.
Na een vier jaar lange politiek-militaire strijd, die uitgevochten werd in Italië, Griekenland, Egypte, Africa en Hispania, versloeg Caesar de laatste optimates in de Slag bij Munda en werd Dictator perpetuus (Dictator voor het leven) van Rome. De wijzigingen in de Romeinse regering die gelijktijdig gebeurden met de oorlog elimineerden grotendeels de politieke tradities van de Romeinse Republiek en dit leidde tot het ontstaan van het Romeinse Keizerrijk.

## Wat voorafging
De gebroeders Tiberius en Gaius Sempronius Gracchus probeerden aan het einde van de 2e eeuw v.Chr. landhervormingen te bewerkstelligen en de macht van de grootgrondbezitters te verminderen ten gunste van het volk. Beiden werden uiteindelijk gedood, maar hun optreden leidde echter tot de vorming van de belangengroeperingen der optimates, die het conservatieve senaatsbewind steunden, en populares, die op ingrijpende politieke hervormingen aanstuurden. Deze groeperingen zouden in het begin van de 1e eeuw v.Chr. lijnrecht tegenover elkaar komen te staan. Na de bondgenotenoorlog (bellum sociorum) van 91 - 88 v.Chr. groeide de macht van de optimates en tijdens de dictatuur van Sulla (82 - 79 v.Chr.) bereikte ze haar hoogtepunt. Nadat deze was afgetreden nam de invloed van de conservatieven af ten gunste van de hervormers.

### Triumviraat complotteert tegen Senaat
In 60 v.Chr. vormden Caesar, Pompeius en Crassus een bondgenootschap (eerste triumviraat, ofwel driemanschap) om de macht van de senaat aan banden te leggen. Met steun van Crassus en Pompeius werd Caesar in 59 v.Chr. benoemd tot consul (naast Bibulus) en datzelfde jaar trouwde Pompeius met Caesars dochter Julia om het bondgenootschap te bezegelen. Met de steun van Pompeius en Piso werd Caesar daarna benoemd tot proconsul van Illyrië en Gallia Narbonensis voor een periode van vijf jaar. In 58 v.Chr. begon Caesar met de verovering van Gallië; het begin van de Gallische Oorlog. Rond die tijd zorgde de door Clodius veroorzaakte onrust in Rome voor een bekoeling van de relatie tussen Crassus en Pompeius. Caesar, Pompeius en Crassus kwamen in 56 v.Chr. samen in Luca, waar ze hun bondgenootschap vernieuwden en Caesar voor nog eens vijf jaar tot proconsul van Gallië werd benoemd, terwijl Pompeius en Crassus in 55, net als in 70 v.C., opnieuw consul werden.

### Dood Crassus; rivaliteit Pompeius – Caesar
Na hun consulschap werden Crassus en Pompeius proconsul van respectievelijk Syria en Hispania Citerior en Ulterior. In 54 v.Chr. vertrok Crassus als proconsul naar Syria en in 53 v.Chr. viel hij het rijk der Parthen binnen. In de slag bij Carrhae in datzelfde jaar werden de Romeinen vernietigend verslagen. Crassus werd door de Parthen gevangengenomen en geëxecuteerd, waarna het driemanschap ophield te bestaan.

### Senaat veroordeelt Caesar
Na binnenlandse onrusten werd Pompeius in 52 v.Chr. door de senaat benoemd als enkele consul (consul sine collega). Met harde hand herstelde hij de orde. In 50 v.Chr. liep Caesars tweede termijn als proconsul van Gallië af en werd hem door de senaat bevolen zijn legers te ontbinden en naar Rome terug te keren. Caesar liet de senaat weten dat hij bereid was afstand te doen van al zijn gebieden en strijdkrachten, behalve Gallia Cisalpina en twee legioenen, als zijn rivaal Pompeius hetzelfde zou doen, maar de senaat bleef erbij dat Caesar zonder legers naar Rome terug moest keren. Caesar vreesde in Rome zonder militaire steun te zullen worden opgepakt en sloeg de bevelen in de wind. In januari 49 v.Chr. stond hij met het 13e legioen Gemina voor de Rubicon, de grensrivier tussen Gallia Cisalpina en het door de senaat bestuurde Italische thuisland. Hij stak, mét zijn legioen, de rivier over met de bekende woorden: "Alea iacta est" (de teerling is geworpen), en met deze daad van agressie was de burgeroorlog een feit. Caesar werd daarop bij het senaatsbesluit over het verdedigen van de republiek (senatus consultum de re publica defendenda) tot vijand van de senaat (hostis senatus) uitgeroepen. De senaat benoemde Pompeius tot dictator om Rome te beschermen.

## De burgeroorlog

### Caesar in Italië

Caesars campagnes vanaf de oversteek van de Rubicon (januari 49 v.Chr.) tot de slag bij Zela (mei 47 v.Chr.).

Labienus, Caesars belangrijkste onderbevelhebber (legatus) tijdens de Gallische Oorlog, liep over naar Pompeius en vertelde hem dat Caesar van plan was met zijn leger naar Rome te komen. Ariminum (Rimini) was de eerste stad die Caesar veroverde. Toen Pompeius hoorde dat de Noord-Italische steden zich aan Caesars zijde schaarden verliet hij de hoofdstad en trok naar Capua in het zuiden. Hij beval de leden van de senaat Rome te verlaten en verklaarde dat wie achterbleef daarmee aangaf tegen hem te zijn. Pompeius beval Domitius Ahenobarbus om zijn legers terug te trekken om ze samen tevoegen met zijn eigen legertroepen, maar Domitius weigerde en bleef in Corfinium. Caesar trok op naar Corfinium, waar hij op 14 februari in het jaar 49 v.C. aankwam. Hij belegerde de stad, die zich na een belegering van zeven dagen op 21 februari overgaf. Pompeius trok zich verder naar het zuiden terug in Brundisium, waar de consuls en een groot deel van Pompeius' leger naar Dyrrhachium voeren. Pompeius bleef met 20 cohorten achter in afwachting van de terugkeer van de schepen. Intussen begon hij met de opbouw van zijn leger en de versterking van de stad. Caesar trok met zes legioenen naar het door Pompeius versterkte Brundisium. Hij wilde nog geen grootscheepse aanval doen in de hoop dat Pompeius zich met hem zou verzoenen, maar er waren wel wat kleinschalige confrontaties. Toen Caesar bijna klaar was met de voorbereidingen voor een aanval op de stad keerde de Romeinse vloot terug, waarmee Pompeius naar het oosten vluchtte. Brundisium kwam zonder gevecht in Caesars handen. Omdat Caesar zelf niet de beschikking over een vloot had, besloot hij Hispania te veroveren om Pompeius zijn thuisbasis te ontnemen. Hij stelde Lepidus aan als praetor urbanus van Rome en Marcus Antonius als volkstribuun (tribunus plebis). Verder stuurde hij Quintus Valerius met een legioen naar Sardinië en Curio met drie legioenen naar Sicilië; de laatste moest nadat Sicilië was veroverd de oversteek naar Africa maken om de graantoevoer naar Rome zeker te stellen.

### De Spaanse campagne
In maart 49 v.Chr. ging Caesar op weg naar Spanje. In april was hij bij Massilia, dat in handen was van Domitius Ahenobarbus, de nieuwe proconsul van Gallia Narbonensis. Massilia stond als enige stad in Gallië aan de zijde van Pompeius. Caesar stuurde Gaius Fabius met drie legioenen naar de Pyreneeën om de bergpassen te bezetten en begon zelf met de voorbereidingen voor de belegering van Massilia. Ook liet hij te Arelas (Arles) een aantal schepen bouwen om te voorkomen dat de stad vanuit zee bevoorraad werd. Nadat de belegeringswerken klaar waren liet Caesar het beleg van Massilia over aan zijn vertrouweling Trebonius en stelde hij Decimus Brutus aan het hoofd van zijn inderhaast gebouwde vloot. De laatste moest ervoor zorgen dat Domitius geen steun vanuit zee kreeg. Caesar zelf trok verder naar Hispania Citerior. In juni kwam het in Spanje tot een confrontatie in de slag bij Ilerda, heden Lerida genoemd. Na een aantal tactische manoeuvres wist Caesar uiteindelijk het leger van Lucius Afranius en Marcus Petreius te omsingelen, waarop de vijf legioenen zich overgaven. Caesar trok verder naar het zuiden, waar Varro, de praetor van Hispania Ulterior, zijn twee legioenen overgaf zonder gevecht. Nu Spanje was veroverd keerde Caesar terug naar het beleg van Massilia. Het zou bijna zes maanden duren voordat de stad zich in oktober eindelijk overgaf. Terug in Rome werd Caesar op voorspraak van Lepidus voor korte tijd als dictator aangesteld, totdat hij samen met Publius Servilius Isauricus tot consul was benoemd. Daarna vertrok hij naar Brundisium.

### Curio in Africa
Toen Caesars generaal Curio op Sicilië landde was Pompeius' medestander Cato reeds naar Africa gevlucht, zodat Sicilië zonder gevecht in handen van Caesar kwam. Curio voer vanuit Sicilië naar Noord-Afrika, waar hij in de buurt van Utica aan land ging. Hij versloeg hier in de slag bij Utica het leger van Attius Varus. De jonge en onervaren Curio viel daarna bij de Bagradas-rivier een detachement van het leger van Pompeius' bondgenoot Juba I van Numidië aan: de slag bij de Bagradas. Tijdens de aanvankelijk succesvolle aanval bleek het echter dat Juba zijn hoofdmacht in de buurt verborgen had gehouden, en uiteindelijk werd Curio's leger vrijwel geheel vernietigd. Curio zelf weigerde te vluchten en sneuvelde tussen zijn manschappen.

### Caesars oversteek naar Illyrië
Caesar had rond midwinter (solstitium brumalis) een grote troepenmacht samengetrokken in Brundisium. Kort na nieuwjaar stak Caesar met 7 legioenen en 500 ruiters de Adriatische Zee over. Hij landde in de buurt van het hedendaagse Palasë, ongeveer 150 km ten zuiden van Dyrrhachium. Door in de winter de oversteek te wagen en zover in het zuiden te ontschepen ontliep hij de grote Pompeiaanse vloot onder leiding van Marcus Calpurnius Bibulus, die zich bij Corcyra (Korfoe) bevond. Bibulus wist kort daarna Caesars vloot, die zonder voorraden en soldaten terugkeerde naar Italië, te veroveren. Bibulus liet de bemanningsleden doden en de schepen in brand steken, waardoor Caesar geen versterkingen kon ontvangen. Daarna blokkeerde hij alle Illyrische havensteden van Oricum in het zuiden tot Salonae in het noorden.
Bibulus' onderbevelhebber Marcus Octavius versloeg Caesars admiraal Publius Cornelius Dolabella  bij Issa, waardoor Gaius Antonius met twee legioenen op het eiland Issa geïsoleerd werd. Daarna probeerde Octavius met hulp van de Dalmatiërs tevergeefs Salonae in te nemen, de hoofdstad van de Romeinse provincie Illyricum, waarvan Caesar gouverneur (proconsul) was.

### De confrontatie met Pompeius

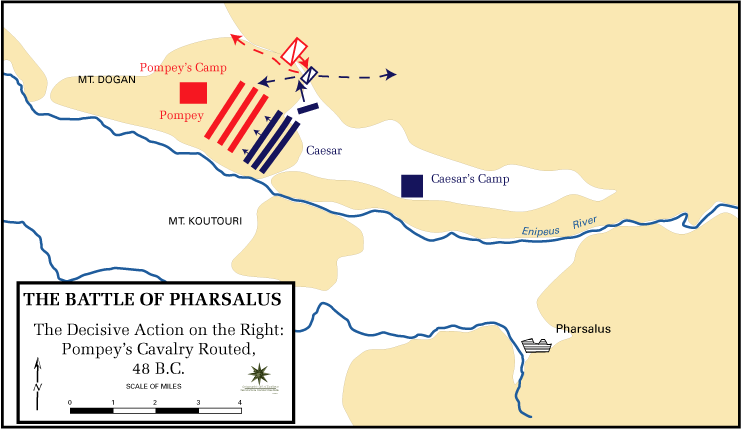
De slag bij Pharsalus.

Caesar veroverde in 48 v.C. de Illyrische havensteden Apollonia en Oricum, respectievelijk bij het hedendaagse Fier en Vlorë in Albanië. Pompeius haastte zich met zijn leger naar Dyrrhachium (huidige Durrës in Albanië), en arriveerde hier kort voor Caesar. Caesar probeerde Pompeius te isoleren door het bouwen van een reeks versterkingen rond de stad. De jonge Spaanse Romein Lucius Cornelius Balbus (minor) werd door Caesar op een geheime missie gestuurd. Balbus wist het vijandelijke kamp binnen te dringen, waar hij onderhandelingen begon met consul Cornelius Lentulus. Voordat hier iets uitkwam, en ook voordat Caesars verschansingen gereed waren deed Pompeius een uitval, waarbij Caesars leger werd verslagen en daardoor genoodzaakt werd zich terug te trekken. Pompeius kon niet geloven dat zijn bijeengeraapte leger de ervaren legioenen van Caesar de baas waren geweest en durfde niet meteen de achtervolging in te zetten uit angst voor een hinderlaag.
Na de verloren slag bij Dyrrhachium trok Caesar zich terug naar Thessalië, achtervolgd door Pompeius. Na een aantal kleine schermutselingen stonden de twee legers op de vlakten bij Pharsalus tegenover elkaar. Hier liet Caesar zijn strategisch inzicht zien: ondanks zijn beduidend kleinere leger en een cavalerie die slechts een derde van die van Pompeius was, wist Caesar de slag bij Pharsalus overtuigend te winnen. Pompeius wist dat hij verslagen was en vluchtte naar Larissa. Van daaruit vertrok hij naar Alexandrië in Ptolemaeïsch Egypte, achtervolgd door Caesar met twee legioenen.

### De Egyptische oorlog
In 51 v.Chr. was Ptolemaeus XII, de farao van Egypte, overleden. De 10-jarige Ptolemaeus XIII en zijn 18-jarige zus Cleopatra trouwden en heersten samen over Egypte. In feite regeerde Cleopatra vrijwel alleen, maar in 49 of 48 v.Chr. wist een groep medestanders achter de jonge koning Cleopatra af te zetten, die gedwongen was Egypte te ontvluchten. Vanuit Syria begon ze een burgeroorlog tegen haar broer.
Ptolemaeus dacht bij Caesar in de gunst te komen door Pompeius te laten vermoorden. Een dag later werd ook consul Lentulus gevangengenomen en terechtgesteld. Caesar zag deze inmenging in Romeinse zaken echter als onwenselijk en was niet te spreken over Ptolemaeus' gedrag. Toen Cleopatra Caesar om hulp vroeg, kreeg deze gedaan dat Cleopatra weer als mederegente werd erkend. Ptolemaeus XIII mobiliseerde daarop, met hulp van zijn raadgevers Achillas en Potheinus, het Egyptische leger en trok ten strijde tegen de Romeinen.
Caesar werd verrast door de vijandigheden: hij had slechts 4.000 soldaten tot zijn beschikking, waarmee hij geen kans zou hebben in een rechtstreekse confrontatie. Hij liet het paleis in Alexandrië bezetten en gijzelde de koninklijke familie. Hij verschanste zich in het paleis en stuurde schepen naar de buurprovincies voor versterkingen. De Egyptenaren omsingelden het paleis en sloten de haven af. Caesar wist de Egyptische vloot in brand te steken, waarbij ook een gedeelte van de Bibliotheek van Alexandrië in vlammen zou zijn opgegaan. Na de vernietiging van de vloot kon Caesar de Pharos van Alexandrië, de beroemde vuurtoren van de stad, innemen en had hij de haven weer onder controle. Cleopatra's zuster Arsinoë IV wist met haar mentor Ganymedes uit het paleis ontsnappen en sloot zich aan bij Achillas. Uiteindelijk kregen ze ruzie over het commando, waarna Arsinoë Achillas uit de weg liet ruimen. Versterkingen gestuurd door Gnaeus Domitius Calvinus konden de haven binnenvaren nadat Caesar een Egyptische blokkadevloot had verslagen. Daarna werd het Pharos-eiland geheel veroverd, maar bij gevechten op de dam die het eiland met het vasteland verbond raakten de Romeinse soldaten in paniek toen ze door de Egyptische vloot in de rug werden aangevallen. Caesar en zijn soldaten moesten voor hun leven zwemmen naar de verderop gelegen Romeinse vloot. De Egyptenaren vroegen Caesar om Ptolemaeus vrij te laten, omdat ze ontevreden waren over het beleid van Arsinoë. Caesar stemde toe en liet Ptolemaeus vrij, die onmiddellijk het bevel van Arsinoë overnam.
Kort daarop arriveerde Caesars bondgenoot Mithridates van Pergamon uit Syria met versterkingen in Egypte. Hij nam Pelusium en Leontopolis in: Memphis onderwierp zich daarop zonder gevecht aan de Romeinen. Mithridates trok op naar Alexandrië terwijl Ptolemaeus hem tegemoetkwam om een vereniging met Caesar te verhinderen. Caesar ging hem achterna en bereikte na een gevecht met de Egyptenaren het leger van Mithridates. Samen versloegen ze het Egyptische leger, waarbij Ptolemaeus verdronk. Caesar zette zijn geliefde Cleopatra op de troon en vertrok naar Rome.

### Pontus
Na de overwinning bij Pharsalus werd Domitius Calvinus gouverneur van de Romeinse provincie Asia (westelijk Turkije). Hier probeerde hij de inval van Pharnaces II in Pontus te verhinderen, maar zijn leger leed een zware nederlaag bij Nicopolis. Caesar besloot daarop eerst naar Pontus te gaan. Met het 6e legioen Ferrata, dat na de Alexandrijnse Oorlog nog geen 1000 man telde, het 22e legioen Deiotariana en twee andere legioenen arriveerde hij in Pontus. Pharnaces probeerde te onderhandelen maar Caesar was vastbesloten hem te verslaan. Bij de versterkte stad Zela kwam het op 2 augustus 47 v.Chr. tot een confrontatie. Terwijl Caesar nog bezig was versterkingen aan te leggen viel Pharnaces met zijn strijdwagens met zeisen aan. Ze werden teruggedrongen door de Romeinse afstandswapens. Bij de daaropvolgende confrontatie wist het 6e legioen vrij eenvoudig de rechterflank van Pharnaces' leger op te rollen, maar het centrum en de linkerzijde waren lange tijd in evenwicht. Uiteindelijk wisten de Romeinen de tegenstanders te verslaan en vrijwel volledig te vernietigen. Pharnaces kon ternauwernood ontsnappen en Pontus werd toegevoegd aan de Romeinse provincie Cappadocia. De gehele slag duurde vijf dagen, en toen Caesar later terug in Rome was, sprak hij in de Romeinse senaat de beroemde woorden: "Veni, vidi, vici" (Ik kwam, ik zag en ik overwon).

### Caesar in Africa

Caesars campagne van Rome (december 46 v.Chr.) tot de slag bij Thapsus (februari 45 v.Chr.).

Omdat Caesar in de Egyptische oorlog verwikkeld raakte, konden de aanhangers van Pompeius zich in de Romeinse provincie Africa hergroeperen. De belangrijkste bevelhebbers waren Cato, Metellus Scipio, Titus Labienus, Attius Varus, Lucius Afranius, Marcus Petreius, hun Numidische bondgenoot koning Juba en Pompeius' zonen Sextus Pompeius en Gnaeus Pompeius. Na een korte tussenstop in Rome landde Caesar op 28 december 47 v.Chr. te Hadrumetum op Afrikaanse bodem. Stormachtige weersomstandigheden hadden ervoor gezorgd dat de Pompeiaanse vloot Caesars oversteek vanuit Sicilië niet kon verhinderen, maar zorgden er ook voor dat Caesars vloot uiteen geslagen werd: hij had in eerste instantie de beschikking over slechts 3000 soldaten en 150 man cavalerie. Caesar nam de havens van Leptis Parva en Ruspina in en liet hier verdedigingswerken aanleggen. De dagen daarop arriveerden meerdere schepen en uiteindelijk kon Caesar beschikken over drie legioenen, 400 man cavalerie en 150 boogschutters. Omdat de meeste voorraden in de storm verloren waren gegaan, moesten de soldaten in de buurt voedsel verzamelen. Tijdens het verzamelen, ongeveer drie mijl buiten het kamp, werden Caesars troepen overvallen door het veel grotere leger van Labienus, voornamelijk lichte Numidische cavalerie. Caesar kon zijn leger ternauwernood voor complete vernietiging behoeden en wist zijn legerkamp te bereiken.
In het voorjaar van 46 v.Chr. besloot hij Thapsus te belegeren, zodat de Pompeianen niet meer bevoorraad konden worden. Deze trokken met een groot leger van 40.000 à 50.000 man tegen Caesar op. De slag bij Thapsus werd een volledige overwinning voor Caesar. Nadat Juba's troepen het slagveld verlieten was Scipio genoodzaakt zich over te geven. Caesar liet Scipio's soldaten, zo'n 10.000 man, allemaal executeren, wat zeer ongewoon was omdat Caesar zich normaal gesproken een genadig overwinnaar toonde. Sommige historici menen daarom dat Caesar een epileptische aanval kreeg tijdens de slag, en dat hij daarom niet geheel helder van geest was. Scipio en Labienus vluchtten naar Utica, waar ze door Cato werden geholpen naar Hispania te vluchten.

### Einde van de burgeroorlog

Caesars campagne van Rome (februari 45 v.Chr.) tot de slag bij Munda (maart 45 v.Chr.).

Terwijl Caesar in Africa vocht waren twee legioenen in Hispania Ulterior overgelopen naar de Pompeianen. Met de resten van het bij Thapsus door Caesar verslagen leger wisten Titus Labienus en Pompeius' zonen Sextus en Gnaeus een groot leger van 13 legioenen, totaal 60.000 tot 70.000 soldaten, bijeen te krijgen. Caesar volgde zijn tegenstanders naar Spanje. Hij beschikte over 8 legioenen en 8000 ruiters, totaal zo'n 40.000 man. Op de vlakten van Munda, bij het hedendaagse Osuna in Zuid-Spanje, stuitten de twee legers op elkaar. De beslissing werd gebracht door een cavalerieaanval op het Pompeiaanse kamp, geleid door Bogudes, koning van Mauretania. Titus Labienus, die het bevel over de cavalerie had, trok zijn ruiters terug om deze nieuwe dreiging het hoofd te bieden. De rest van het Pompeiaanse leger dacht dat Labienus op de vlucht sloeg en er brak paniek uit. Caesars leger richtte vervolgens een enorme slachting aan onder de vluchtende vijanden. Zo'n 30.000 Pompeianen, waaronder Titus Labienus en Attius Varus, vonden de dood, tegen 1000 aan Caesars zijde. Sextus en Gnaeus Pompeius sloegen op de vlucht: Gnaeus werd later gevangengenomen en geëxecuteerd.

## Nasleep en gevolgen
Terug in Rome had Caesar een probleem: hij was te machtig geworden, wat veel weerstand opwekte. Ondanks dat de tijd van het Romeins Koninkrijk al eeuwen voorbij was, bestond er nog steeds grote weerstand tegen het koningschap. Caesar probeerde zichzelf op 15 februari 44 v.Chr. te laten kronen door Marcus Antonius, maar zag daar uiteindelijk toch van af. Verder stelde Caesar Gaius Oppius en Lucius Cornelius Balbus (maior) aan om zijn belangen in Rome behartigen in zijn afwezigheid. Ze waren bevoegd in zijn afwezigheid te onderhandelen over vredesvoorwaarden en oorlogsbeslissingen en zouden enkel verantwoording aan Caesar zelf hoeven af te leggen. Mogelijk heeft Caesar het machtsprobleem willen vermijden door het opzetten van een nieuwe militaire campagne. Er waren plannen om het rijk der Parthen binnen te vallen om de dood van Crassus te wreken. Zover kwam het nooit, want op 15 maart werd Caesar in het Theater van Pompeius door een aantal senatoren vermoord.
Datzelfde jaar begon de opkomst van Caesars geadopteerde zoon Octavianus' in de Romeinse politiek. In 43 v.Chr. maakte hij zich meester van de stad Rome, op een manier die veel weg had van een staatsgreep. Onder militaire druk en op aandrang van Cicero bevestigde de senaat Octavianus' toegeëigende militaire bevelhebberschap en werd hij benoemd tot senator. Nadat de consuls Aulus Hirtius en Pansa in de strijd tegen Octavianus' tegenstrever Marcus Antonius waren omgekomen dwong Octavianus met hulp van zijn leger zijn benoeming tot consul af. Datzelfde jaar ging hij met diezelfde Marcus Antonius en Lepidus een bondgenootschap aan: het tweede triumviraat. In 42 v.Chr. trokken Antonius en Octavianus op tegen de Caesarmoordenaars Brutus en Cassius, die in Griekenland werden gedood (Slag bij Philippi). In 36 v.Chr. werd Sextus Pompeius in de slag bij Naulochus verslagen door Agrippa, de rechterhand van Octavianus. In 31 v.Chr. ten slotte werd in de zeeslag bij Actium Marcus Antonius verslagen. Met de inname van Alexandrië, de annexatie van Egypte als nieuwe Romeinse provincie en de zelfmoord van Antonius en Cleopatra in het daarop volgende jaar eindigde de strijd om de macht in Rome. Op 13 januari 27 v.Chr. begon in Rome een meerdaagse staatshandeling, waarbij de burgeroorlog ook officieel als beëindigd werd verklaard. De oude orde van de republiek werd formeel hersteld, maar feitelijk werd een geheel nieuwe, monarchale orde gecreëerd: het principaat. Hiermee begon de periode van het Romeinse Keizerrijk.

## Chronologisch overzicht van de burgeroorlog
49 v.Chr.
- 1 januari - Julius Caesar laat de senaat weten dat hij bereid is afstand te doen van al zijn gebieden en strijdkrachten, behalve Gallia Cisalpina en twee legioenen, als zijn rivaal Pompeius hetzelfde zal doen.
- 6 januari - Caesar doet een tweede aanbod aan de senaat: hij is bereid afstand te doen van zijn veroverde gebieden in ruil voor Illyricum en een legioen, als zijn rivaal Pompeius hetzelfde zal doen.
- 7 januari - De senaat beveelt Caesar zijn leger te ontbinden en naar Rome te komen.
- 10 januari - Caesar steekt met het 13e legioen de Rubicon over, waardoor hij buiten zijn jurisdictie treedt en de burgeroorlog begint. Caesar wordt bij het senaatsbesluit over het verdedigen van de republiek (senatus consultum de re publica defendenda) tot vijand van de senaat (hostis senatus) uitgeroepen. De senaat benoemt Pompeius tot dictator.
- 14 februari - Caesar bereikt Corfinium en begint de belegering.
- 21 februari - Corfinium geeft zich over.
- 19 april - Begin van het beleg van Massilia door Caesars generaal Trebonius.
- 2 augustus - De vijf legioenen van Lucius Afranius en Marcus Petreius geven zich aan Caesar over in de slag bij Ilerda.
- augustus - Caesars generaal Curio verslaat Publius Attius Varus in de slag bij Utica.
- 24 augustus - Het leger van Curio wordt verslagen in de slag bij de Bagradas tegen Attius Varus en Juba I van Numidië. Curio sneuvelt en zijn leger wordt vrijwel geheel vernietigd.
- september - Decimus Brutus, de bevelhebber van Caesars vloot, verslaat een Pompeiaans-Massiliaanse vloot bij Massilia.
- 6 september - Massilia capituleert.

48 v.Chr.
- 10 juli - Caesar verliest de slag bij Dyrrhachium en trekt zich terug naar Thessalië.
- 9 augustus - Caesar overwint het leger van Pompeius in de slag bij Pharsalus.
- 29 september - In Egypte wordt Pompeius op bevel van Ptolemaeus XIII vermoord.
- september - Begin van de Alexandrijnse Oorlog
- december - In Pontus wordt het leger van Gnaeus Domitius Calvinus bij Nicopolis vernietigend verslagen door Pharnaces II.

47 v.Chr.
- 27 maart - Caesar en Mithridates van Pergamon verslaan bij de Nijl het Egyptische leger, waarbij Ptolemaeus XIII verdrinkt; einde van de Alexandrijnse Oorlog .
- 23 juni - Ptolemaeus XV Caesarion, de zoon van Julius Caesar en Cleopatra, wordt geboren.
- 2 augustus - Caesar verslaat Pharnaces II in de slag bij Zela.

46 v.Chr.
- 4 januari - Titus Labienus, de onderbevelhebber van Julius Caesar in de Gallische Oorlog, verslaat zijn vroegere bevelhebber in de slag bij Ruspina.
- 6 februari - Caesar verslaat de legers van Metellus Scipio, Titus Labienus en Juba van Numidië in de slag bij Thapsus.
- februari - Cato pleegt zelfmoord in Utica.
- 25 juli - Caesar arriveert in Rome en wordt tot dictator benoemd voor een periode van tien jaar.

45 v.Chr.
- 1 januari - De naar hem genoemde juliaanse kalender wordt door Julius Caesar ingevoerd.[86]
- 17 maart - Caesar behaalt in de slag bij Munda de definitieve overwinning over de Pompeianen. Titus Labienus sneuvelt en Gnaeus Pompeius wordt geëxecuteerd.